# Mohamed Lamine Fadika
 (octobre 2014).
Si vous disposez d'ouvrages ou d'articles de référence ou si vous connaissez des sites web de qualité traitant du thème abordé ici, merci de compléter l'article en donnant les références utiles à sa vérifiabilité et en les liant à la section « Notes et références ».
Mohamed Lamine Fadiga, né le 22 août 1942, est un homme politique ivoirien, ancien ministre et officier général des forces armées nationales de Côte d'Ivoire.
Membre du PDCI-RDA, il a été ministre au sein de plusieurs gouvernements du Président Félix Houphouët-Boigny, au temps du parti unique. 

## Formation
Il obtient un Baccalauréat de Mathématiques Élémentaires avec Mention Bien, au Lycée Classique d’Abidjan en juin 1962 Il fait ensuite de 1962 à 1964 des études de Mathématiques Supérieures et de Mathématiques Spéciales en France, en vue de préparer le concours d’entrée à l’École navale de Brest.
En 1963, il est lauréat du Concours Général Zellidja organisé sous l'égide du ministère français de l’Éducation Nationale et de l’Académie Française. Il reçoit le premier prix pour l’étude sur Le Corbusier et l'architecture moderne du sacré : cas de la chapelle de Ronchamp (Belfort) et du couvent dominicain de la Tourette (Lyon).
Il est admis en 1964 au concours d’entrée à l’École navale française de Brest et obtient le Certificat d’Études Pratiques d’Anglais « Proficiency » puis, en 1966, un diplôme d’Ingénieur de l’École navale et des diplômes de Mathématiques Générales et de Techniques Mathématiques de la Physique.
Il fait en 1973-1974 l'École supérieure de guerre navale de Paris et obtient en juillet 1974 le Brevet d’Études Militaires Supérieures. 

## Carrière militaire
Premier officier ivoirien de la Marine nationale (juillet 1967), enseigne de vaisseau de 1re classe (septembre 1967), lieutenant de vaisseau (avril 1969), commandant adjoint de la Marine Nationale (janvier 1970) et à partir d'août, commandant de la Marine Nationale, il devient en septembre 1973 attaché militaire des FANCI (Forces Armées Nationales de Côte d’Ivoire) à l’Ambassade de Côte d’Ivoire à Paris.
Capitaine de corvette (avril 1974) puis capitaine de frégate (avril 1977), il est promu contre-amiral en mars 1993.
Responsable de la Politique Nationale en matière navale, maritime et portuaire, ainsi que dans le domaine de l'environnement marin et lagunaire du 18 novembre 1983 au 17 décembre 1987, il est nommé par décret présidentiel Président de la Commission Nationale de l'Environnement le 21 mai 1984, chargé de la coordination, de l'élaboration et de la mise en œuvre de la politique ivoirienne globale de l’environnement, aussi bien au niveau national qu'international.
En mai 1975, il devient président-fondateur de la Conférence Ministérielle des États de l’Afrique de l’Ouest et du centre sur les Transports Maritimes. Les réflexions, travaux, résolutions et initiatives ont permis de faire admettre rapidement par les partenaires Européens, le concept du Nouvel Ordre Maritime International. Ceci a été à l’origine du développement fulgurant des flottes marchandes en Afrique subsaharienne dans les années 1970 et 80 (Règle des 40/40/20), et de l’essor prodigieux des Conseils de Chargeurs dans la sous-région.
Il devient en 1975 le président du Groupe Africain à la 3e session de la IIIe Conférence des Nations unies sur le Droit de la Mer tenue à Genève, conférence qui a élaboré et fait adopter par l’ONU le nouveau Droit International de la Mer, avec l’émergence du concept de « Zone Économique Exclusive » de 200 milles marins, avec la contribution originale et déterminante du Groupe Africain.
Sous son autorité et à son initiative, ont été conduites, de 1976 à 1986, les actions pionnières qui ont fait du Port Autonome d’Abidjan, un modèle unique en Afrique subsaharienne (Mise en place de la comptabilité analytique, Construction du terminal à conteneurs équipé de portiques, Mise en place d’un régime social d’assurance maladie pour les travailleurs des Ports ivoiriens, et construction de grands centres de santé à San-Pédro).
Président des colloques internationaux de l’exploitation des océans, dénommé « OCEANEXPO 80 », et tenus à Bordeaux (mars 1980), il préside en mars 1981 la Conférence des Plénipotentiaires des États de l’Afrique de l’Ouest et du centre, qui a élaboré et adopté le Plan d’Action d’Abidjan et la Convention d’Abidjan pour la Protection de la Mer et la Mise en Valeur du Milieu Marin dans les vingt-cinq États subsaharien.
En juin 1983, il est élu à l’unanimité Président du Groupe Africain et Président du Groupe des 77 pour les questions maritimes lors de la 6e session de la CNUCED qui s’est tenue à Belgrade en Yougoslavie. En sa qualité de Président du Groupe des 77, il a été porte-parole des 125 jeunes nations en développement dans le dialogue Nord-Sud sur le Nouvel Ordre Mondial de la Mer.
En juillet 1984 il est élu à l’unanimité des cent délégations présentes à la session, Président de la Conférence des Plénipotentiaires des Nations-Unies sur les Conditions d’Immatriculation des navires.
Il est nommé Membre de la Commission Mondiale des nations-Unes pour l’Environnement et le Développement en mars 1985. Cette commission de vingt membres, créée lors de la 37e session de l’Assemblée Générale de l’ONU (avril 1984), a eu pour mission de conduire une étude sur les interactions environnement et développement au niveau mondial, et ce dans les perspectives du développement international à l’horizon de l’an 2000 et au-delà.
De décembre 1993 à janvier 1996,  sous l’autorité du Président Henri Konan Bédié, il initie et réalise une politique énergétique nationale et de portée internationale hardie : projet d’électrification de 250 villages par an et Côte d’Ivoire et projet de « Toile d’Araignée Énergétique sous-régionale en Afrique de l’Ouest à partir du pôle de la Côte d’Ivoire.
Il crée et lance de janvier 1996 à décembre 1999 le nouveau concept « Abidjan future Rotterdam d’Afrique ». Projet industriel pour faire d’Abidjan une ville stratégique dotée d’importantes infrastructures en Afrique de l’Ouest, un grand centre régional et un « HUB » pétrolier international à travers une croissance forte et soutenue du secteur du pétrole et du gaz, nouvelle locomotive de l’économie de la Côte d’Ivoire pour les prochaines décennies.
Le 20 juillet 1997, il reçoit à Paris l’Oscar des Oscars des managers Africains pour l’année 1977[réf. nécessaire].